# Ластівчине гніздо (печера)
Ластівчине гніздо (рос. Ласточкино гнездо) — печера на Алтаї, Алтайський край, Росія.  Загальна протяжність — 54 м. Глибина печери — N/A м, амплітуда висот — 12 м; загальна площа — 150 м²; об'єм — 300 м³.  Печера відноситься до Західноалтайської області Алтайської провінції Алтай-Саянської спелеологічної країни. Кадастровий номер 5145/8543-5.